# Patrizio Sala
Patrizio Sala (pronunciación en italiano: /paˈtrittsjo ˈsaːla/; Bellusco, Italia, 16 de junio de 1955) es un exdirigente deportivo, exjugador y exentrenador de fútbol italiano. En su etapa como jugador profesional se desempeñaba como centrocampista.
Se encargó de coordinar a los entrenadores de la Fiammamonza en la temporada 2012-13, aunque también se hizo cargo del equipo en algunos partidos.

## Selección nacional
Fue internacional con la selección de fútbol de Italia en 8 ocasiones. Disputó el partido por el tercer puesto de la Copa del Mundo de 1978 contra Brasil. El encuentro terminó en victoria brasileña por 2-1.

### Participaciones en Copas del Mundo
| Mundial                        | Sede      | Resultado    | Partidos | Goles |
| ------------------------------ | --------- | ------------ | -------- | ----- |
| Copa Mundial de Fútbol de 1978 | Argentina | Cuarto lugar | 1        | 0     |

### Participaciones en Eurocopas
| Copa                    | Sede          | Resultado        |
| ----------------------- | ------------- | ---------------- |
| Eurocopa Sub-21 de 1978 | Sin sede fija | Cuartos de final |

## Clubes

### Como jugador
| Club       | País   | Año       |
| ---------- | ------ | --------- |
| Monza      | Italia | 1973-1975 |
| Torino     | Italia | 1975-1981 |
| Sampdoria  | Italia | 1981-1982 |
| Fiorentina | Italia | 1982-1983 |
| Pisa       | Italia | 1983-1984 |
| Cesena     | Italia | 1984-1987 |
| Parma      | Italia | 1987-1989 |
| Solbiatese | Italia | 1989-1990 |

### Como entrenador
| Club                                                   | País   | Año       |
| ------------------------------------------------------ | ------ | --------- |
| Monza (juvenil)                                        | Italia | 1991-1995 |
| Leffe                                                  | Italia | 1995-1996 |
| Varese                                                 | Italia | 1997      |
| Pistoiese                                              | Italia | 1997-1998 |
| Biellese                                               | Italia | 1999-2001 |
| Vis Pesaro                                             | Italia | 2001-2002 |
| Valenzana                                              | Italia | 2002-2003 |
| Pro Patria                                             | Italia | 2003-2005 |
| Torino (primavera)                                     | Italia | 2005      |
| Casale                                                 | Italia | 2005-2006 |
| Fiammamonza (coordinador de entrenadores y entrenador) | Italia | 2012-2013 |
| Soccer Boys (juvenil)                                  | Italia | 2014-2015 |

## Palmarés

### Campeonatos nacionales
| Título                          | Club   | País   | Año  |
| ------------------------------- | ------ | ------ | ---- |
| Coppa Italia Semiprofessionisti | Monza  | Italia | 1974 |
| Coppa Italia Semiprofessionisti | Monza  | Italia | 1975 |
| Serie A                         | Torino | Italia | 1976 |